# Vagdavercustis

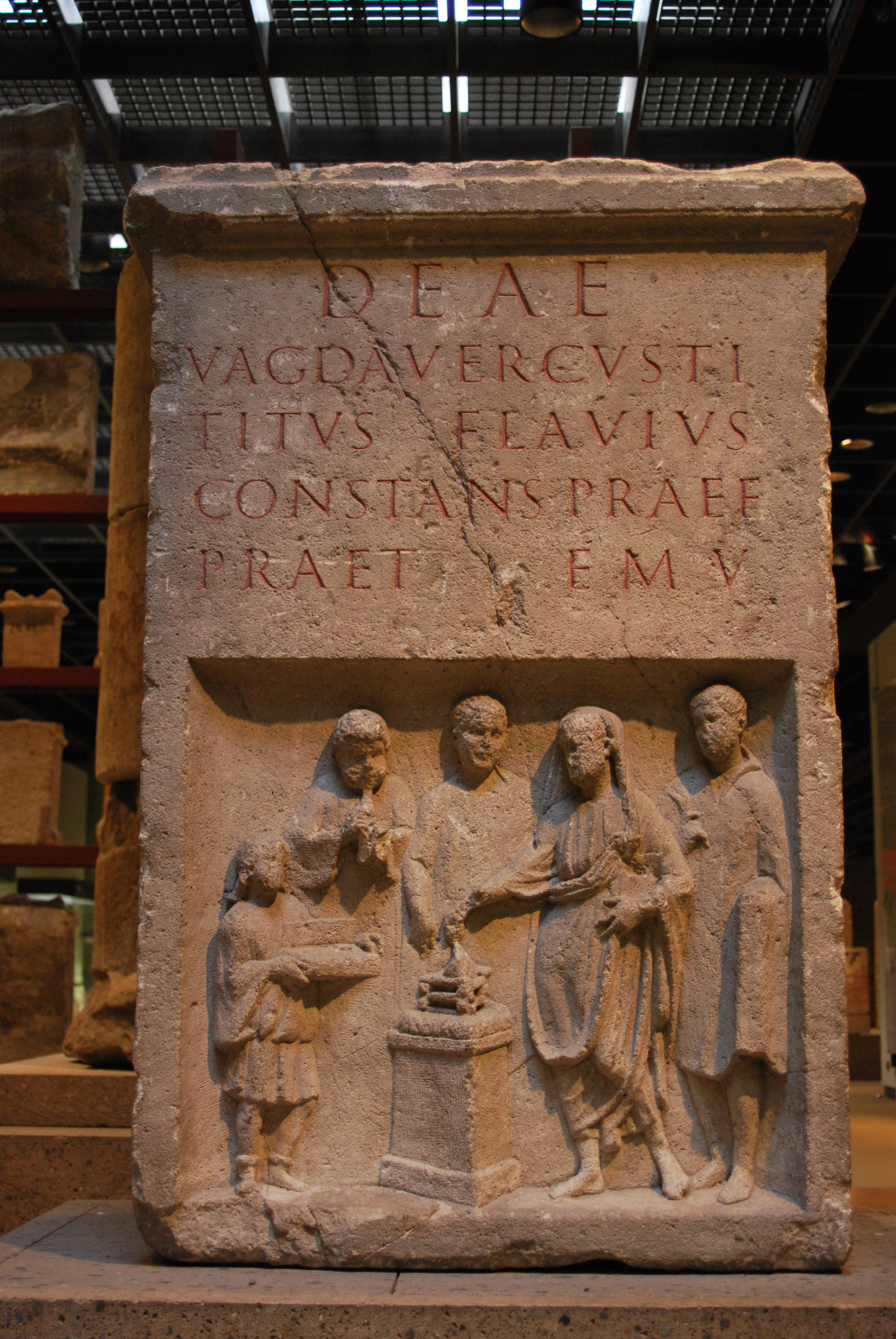
Altaar van T. Flavius Constans van Keulen (Römisch-Germanisches Museum)

 Gezien de plaatsen waar ze werd vereerd en gezien de naamstelling, is het aannemelijk dat Vagdavercustis een Germaanse godin was.

## Cultus
Er is weinig over deze godin bekend. Ze zou een boom- of woudgodin zijn, omdat ze vaak afgebeeld werd met bomen. Anderzijds is er ook geopperd dat ze een krijgsgodin was, omdat het tweede deel van haar naam vercustis zou zijn afgeleid van een samenstelling *wer-kusti- "mannen-keuze", d.w.z. "mannelijke deugd", vergelijkbaar met Oudijslands mann-kostr met dezelfde betekenis. Het eerste deel van de samenstelling, Vagda-, is voorlopig onverklaarbaar..
Nabij Kalkar is een heiligdom gevonden dat waarschijnlijk aan haar gewijd was.
In Keulen is een altaar met de inscriptie Deae Vagdavercusti ... uit de 2e eeuw gevonden en in 1842 in het riviertje de Linge bij het Gelderse plaatsje Hemmen het voetstuk van een bronzen beeldje met de inscriptie De[ae] Vagdavercusti sim[pl]icivs .... Ook bij Rindern is een inscriptie gevonden.